# کوسه خشن ژاپنی
کوسه خشن ژاپنی (نام علمی: Oxynotus japonicus) نام یک گونه از سرده کوسه خشن است.